# Stacey Gillian Abe
Stacey Gillian Abe, née en 1990 à Kampala en Ouganda, est une artiste pluridisciplinaire qui travaille sur les notions d'identité, de genre et de spiritualité.

## Biographie
Stacey Gillian Abe étudie pendant ses années de lycée dans une école musulmane réservée aux filles. En 2014, elle obtient un Bachelor of Arts Art and Industrial Design à l'université de Kyambogo à Kampala, où elle étudie les arts visuels et le design industriel au département des Beaux-Arts.
Elle travaille diverses techniques, ce qui lui permet de faire des transitions entre chacune d'elles, à savoir la photographie, la sculpture, l'installation, la performance ou encore la peinture. Concernant les matériaux, elle s'empare aussi de diverses matières fabriquées à la main, comme le verre, la céramique et les fibres textiles. Elle n'hésite pas à renverser les traditions et à interroger la place des femmes et la sexualité au sein de la société à travers ses créations. Elle questionne la représentation des femmes noires dans les médias, la scène artistique, les institutions universitaires, politiques, sociales et culturelles. Elle utilise notamment ses souvenirs et se base sur ses multiples expériences, elle se saisit d'une expérience traumatique et s'en sert pour réaliser ses œuvres.
En 2016, elle participe à la 12e Biennale de Dakar au Sénégal.
Elle réalise la série Enya Sa en 2017, qui a une place importante parmi ses œuvres, où un dialogue est établi entre l'érotisme et le genre. Partant des interdictions et des possibilités enseignées aux jeunes filles, les ingrédients d'un plat traditionnel africain sont remplacés par des vagins, dans une assiette. Controversée, cette série s'attache à dénoncer les mécanismes en jeu dans la satisfaction et la consommation alimentaire et sexuelle.
Elle fait partie du corpus d'artistes africaines de l'exposition The Power of my Hands au Musée d'Art moderne de Paris, à l'occasion de la Saison Africa 2020.
Elle figure dans le classement Forbes Afrique - The Forbes Africa 30 under 30 Creatives des cent personnalités de moins de quarante ans les plus talentueuses.

## Expositions
- Women without Borders, Institut français, Kinshasa, 2014
- (Re)Thinking Feminism and Black Womanhood, Goethe Institute, Kampala, 2016
- Power of my Hands, Musée d'Art moderne de Paris, 2020[7]

## Prix et distinctions
- Lauréate du prix du prince Claus (Pays-Bas)[8]